# John Russell Love
John Russell Love (Toronto, 9 de janeiro de 1895 – 9 de fevereiro de 1981) era um político de Alberta, Canadá. Ele serviu na Assembléia Legislativa de Alberta de 1921 a 1935 como membro da bancada do United Farmers no governo. Ele serviu como ministro do governo de Richard Gavin Reid  de 1934 a 1935.

## Carreira política
Love disputou um assento à legislatura de Alberta nas eleições gerais de 1921  sob a bandeira dos fazendeiros unidos. Ele ganhou uma maioria de votos numa eleição de três turnos sobre o titular George Hudson para pegar o assento para seu partido.
Love disputou um segundo mandato em 1926 na eleição geral de Alberta. Ele enfrentou Hudson novamente em uma batalha de dois turnos. Apesar de perder algum voto popular para Hudson, Love ainda acumulou uma maioria confortável
Love conseguiu um terceiro mandato na eleição geral de 1930. Ele derrotou o candidato independente E.A. Pitman na segunda contagem..
O primeiro-ministro Richard Reid, que assumiu em 1934, nomeou Love como Tesoureiro Provincial em 10 de julho de 1934. Mudou-se para o distrito eleitoral de Sturgeon quando se candidatou à reeleição nas eleições gerais de 1935. Ele terminou num distante terceiro na primeira contagem e foi eliminado em transferências; O candidato do crédito social, James Popil, tornou-se o novo membro do distrito.